# Georges Delbastée
Georges Léon Jules Delbastée (Sint-Jans-Molenbeek, 24 december 1864 - Casablanca, 1 juli 1944) was een Belgisch arts en volksvertegenwoordiger.

## Levensloop
Delbastée behaalde zijn diploma van doctor in de geneeskunde aan de ULB (1887). Hij specialiseerde zich in de psychiatrie en, gevestigd in Brussel, werkte hij onder meer voor socialistische ziekenkassen en onder meer voor de Brusselse coöperatie La Maison du Peuple.
Hij trad ook toe tot de Belgische Werkliedenpartij en was van 1894 tot 1912 gemeenteraadslid van Brussel. Hij werd ook voorzitter van de Commissie Burgerlijke Godshuizen.
In 1900 werd hij tot socialistisch volksvertegenwoordiger verkozen voor het arrondissement Brussel en vervulde dit mandaat tot in 1910. Van 1905 tot 1910 was hij secretaris van de Kamer.
Hij was docent psychiatrie aan de Université Nouvelle, de afscheuring van de ULB.
In het parlement bekommerde hij zich om de gezondheid van de soldaten. Dat de mentale toestand van sommige soldaten achteruit ging, schreef hij toe aan de harde discipline en stelde dat het niet te verwonderen was dat men er gek van werd. Daarom moest het leger geneesheren aanwerven, meende hij, die gespecialiseerd waren in de psychiatrie. Hij wees ook op de gevaren van vervuild water. 